# Districte electoral de Girona
El districte de Girona fou una circumscripció electoral del Congrés dels Diputats utilitzada en les eleccions generals espanyoles entre 1871 i 1923. Es tractava d'un districte uninominal, ja que només era representat per un sol diputat.

## Àmbit geogràfic
El districte estava format pels municipis d'Aiguaviva, Amer, Anglès, Bescanó, Brunyola i Sant Martí Sapresa, Caldes de Malavella, Campllong, Cassà de la Selva, Fornells de la Selva, Girona, La Cellera de Ter, Llambilles, Osor, Palau-sacosta, Quart, Riudellots, Salt, Sant Andreu Salou, Sant Martí Sapresa, Santa Eugènia de Ter, Susqueda, Vilablareix i Vilobí d'Onyar.

## Diputats electes
| Elecció | Elecció        | Diputat                              | Partit/Ideologia                    |
| ------- | -------------- | ------------------------------------ | ----------------------------------- |
|         | 1871           | Emili Sicars i de Palau              | Comunió Tradicionalista             |
|         | Abril 1872     | Práxedes Mateo Sagasta               | Liberal                             |
|         | Agost 1872     | Anicet Puig i Descals                | Partit Republicà Democràtic Federal |
|         | 1873           | Joaquim Riera i Bertran              | Partit Republicà Democràtic Federal |
|         | 1873 (parcial) | Domènec Puigoriol                    | Sense dades                         |
|         | 1876           | Pelagi de Camps i de Matas           | Conservador                         |
|         | 1881           | Joan Fabra i Floreta                 | Liberal                             |
|         | 1884           | Josep Maria Vehí i Ros               | Conservador                         |
|         | 1886           | Joan Fabra i Floreta                 | Liberal                             |
|         | 1889 (parcial) | Miguel de la Guardia y Corencia      | Conservador                         |
|         | 1891           | Pere Bosch i Labrús                  | Conservador                         |
|         | 1893           | Joan Fabra i Floreta                 | Liberal                             |
|         | 1895 (parcial) | José Joaquín Herrero y Sánchez       | Liberal                             |
|         | 1896           | Josep Pella i Forgas                 | Independent regionalista            |
|         | 1898           | José Joaquín Herrero y Sánchez       | Liberal                             |
|         | 1903 (parcial) | Bonaventura Sabater i Burcet         | Conservador                         |
|         | 1905           | Eusebi Corominas i Cornell           | Partit Republicà Democràtic Federal |
|         | 1910           | Dalmacio Iglesias García             | Comunió Tradicionalista             |
|         | 1914           | Eduardo Fernández del Pozo y del Río | Republicà independent               |
|         | 1918           | Bonaventura Sabater i Burcet         | Lliga Regionalista                  |
|         | 1919           | José Enrique de Olano y Loyzaga      | Unió Monàrquica Nacional (maurista) |
|         | 1920           | Narcís Pla i Deniel                  | Regionalista independent            |

## Resultats electorals

### Dècada de 1920
| Eleccions generals del 29/04/1923 |                         |                      |        |      |
| Partit/Ideologia                  | Partit/Ideologia        | Candidat             | Vots   | %    |
|                                   | Independent catalanista | Narcís Pla i Deniel  | 4.361  | 57,7 |
|                                   | Reformista              | Joan Lladó i Vallès  | 2.772  | 36,7 |
|                                   | Republicà federal       | Ramon Noguer i Comet | 0      | 0,0  |
|                                   | Altres                  | Altres               | 151    | 2,0  |
| Vots en blanc                     | Vots en blanc           | Vots en blanc        | 269    | 3,6  |
| Total                             | Total                   | Total                | 7.553  | 100  |
| Cens/participació                 | Cens/participació       | Cens/participació    | 11.653 | 64,8 |

| Eleccions generals del 19/12/1920 |                          |                                  |        |      |
| Partit/Ideologia                  | Partit/Ideologia         | Candidat                         | Vots   | %    |
|                                   | Regionalista independent | Narcís Pla i Daniel              | 3.444  | 49,6 |
|                                   | Republicà socialista     | Miquel Santaló i Pavorell        | 2.688  | 38,7 |
|                                   | Unió Monàrquica Nacional | Antonio Goicoechea y Cosculluela | 723    | 10,4 |
|                                   | Altres                   | Altres                           | 91     | 1,3  |
| Total                             | Total                    | Total                            | 6.946  | 100  |
| Cens/participació                 | Cens/participació        | Cens/participació                | 11.329 | 61,3 |

### Dècada de 1910
| Eleccions generals del 01/06/1919 |                                     |                                 |        |      |
| Partit/Ideologia                  | Partit/Ideologia                    | Candidat                        | Vots   | %    |
|                                   | Unió Monàrquica Nacional (maurista) | José Enrique de Olano y Loyzaga | 3.133  | 38,7 |
|                                   | Coalició republicana                | Miquel Santaló i Pavorell       | 2.940  | 36,3 |
|                                   | Lliga Regionalista                  | Carles Sanllehy i Girona        | 1.933  | 23,9 |
|                                   | Altres                              | Altres                          | 5      | 0,1  |
| Vots en blanc                     | Vots en blanc                       | Vots en blanc                   | 85     | 1,0  |
| Total                             | Total                               | Total                           | 8.096  | 100  |
| Cens/participació                 | Cens/participació                   | Cens/participació               | 11.219 | 72,2 |

| Eleccions generals del 24/02/1918 |                         |                              |        |      |
| Partit/Ideologia                  | Partit/Ideologia        | Candidat                     | Vots   | %    |
|                                   | Lliga Regionalista      | Bonaventura Sabater i Burcet | 3.298  | 38,2 |
|                                   | Coalició d'esquerres    | Francesc Layret i Foix       | 2.965  | 34,4 |
|                                   | Comunió Tradicionalista | Dalmacio Iglesias García     | 2.241  | 26,0 |
| Vots en blanc                     | Vots en blanc           | Vots en blanc                | 109    | 1,3  |
| Vots nuls                         | Vots nuls               | Vots nuls                    | 12     | 0,1  |
| Total                             | Total                   | Total                        | 8.625  | 100  |
| Cens/participació                 | Cens/participació       | Cens/participació            | 11.633 | 74,1 |

| Eleccions generals del 09/04/1916 |                                  |                                      |        |      |
| Partit/Ideologia                  | Partit/Ideologia                 | Candidat                             | Vots   | %    |
|                                   | Republicà                        | Eduardo Fernández del Pozo y del Río | 2.866  | 34,7 |
|                                   | Lliga Regionalista               | Santiago Masó i Valentí              | 2.858  | 34,6 |
|                                   | Comitè de Defensa Social (Jaumí) | Dalmacio Iglesias García             | 2.465  | 29,8 |
|                                   | Altres                           | Altres                               | 11     | 0,1  |
| Vots en blanc                     | Vots en blanc                    | Vots en blanc                        | 69     | 0,8  |
| Total                             | Total                            | Total                                | 8.269  | 100  |
| Cens/participació                 | Cens/participació                | Cens/participació                    | 11.521 | 71,8 |

| Eleccions generals del 08/03/1914 |                         |                                      |        |      |
| Partit/Ideologia                  | Partit/Ideologia        | Candidat                             | Vots   | %    |
|                                   | Republicà independent   | Eduardo Fernández del Pozo y del Río | 3.599  | 44,2 |
|                                   | Comunió Tradicionalista | Dalmacio Iglesias García             | 2.954  | 36,3 |
|                                   | Conservador datista     | Francesc de Ciurana                  | 1.500  | 18,4 |
|                                   | Altres                  | Altres                               | 7      | 0,1  |
| Vots en blanc                     | Vots en blanc           | Vots en blanc                        | 66     | 0,8  |
| Vots nuls                         | Vots nuls               | Vots nuls                            | 8      | 0,1  |
| Total                             | Total                   | Total                                | 8.134  | 100  |
| Cens/participació                 | Cens/participació       | Cens/participació                    | 11.146 | 73,0 |

| Eleccions generals del 08/05/1910 |                         |                                      |        |      |
| Partit/Ideologia                  | Partit/Ideologia        | Candidat                             | Vots   | %    |
|                                   | Comunió Tradicionalista | Dalmacio Iglesias García             | 2.957  | 30,6 |
|                                   | Republicà               | Eduardo Fernández del Pozo y del Río | 2.550  | 26,4 |
|                                   | Liberal                 | Pau Bosch i Barrau                   | 1.772  | 18,3 |
|                                   | Liberal                 | Jaume Roure i Prats                  | 1.228  | 12,7 |
|                                   | Altres                  | Altres                               | 1.066  | 11,0 |
| Vots en blanc                     | Vots en blanc           | Vots en blanc                        | 84     | 0,9  |
| Total                             | Total                   | Total                                | 9.657  | 100  |
| Cens/participació                 | Cens/participació       | Cens/participació                    | 11.344 | 85,1 |

### Dècada de 1900
| Eleccions generals del 21/04/1907 |                            |                            |        |       |
| Partit/Ideologia                  | Partit/Ideologia           | Candidat                   | Vots   | %     |
|                                   | Republicà federal solidari | Eusebi Corominas i Cornell | 3.934  | 100,0 |
| Total                             | Total                      | Total                      | 3.934  | 100   |
| Cens/participació                 | Cens/participació          | Cens/participació          | 10.539 | 37,3  |

| Eleccions generals del 10/11/1905 |                                     |                              |        |      |
| Partit/Ideologia                  | Partit/Ideologia                    | Candidat                     | Vots   | %    |
|                                   | Partit Republicà Democràtic Federal | Eusebi Corominas i Cornell   | 2.150  | 36,3 |
|                                   | Comunió Tradicionalista             | Manuel Bonmatí i de Cendrà   | 2.112  | 35,6 |
|                                   | Conservador                         | Bonaventura Sabater i Burcet | 1.645  | 27,8 |
|                                   | Altres                              | Altres                       | 11     | 0,2  |
| Vots en blanc                     | Vots en blanc                       | Vots en blanc                | 8      | 0,1  |
| Total                             | Total                               | Total                        | 5.926  | 100  |
| Cens/participació                 | Cens/participació                   | Cens/participació            | 10.327 | 57,4 |

| Elecció parcial del 26/05/1903 |                         |                                |       |      |
| Partit/Ideologia               | Partit/Ideologia        | Candidat                       | Vots  | %    |
|                                | Conservador             | Bonaventura Sabater i Burcet   | 2.295 | 34,1 |
|                                | Republicà               | Joaquim Costa                  | 1.917 | 28,5 |
|                                | Comunió Tradicionalista | Tomàs d'Aquino Boada i Borrell | 1.276 | 19,0 |
|                                | Catalanista             | Joan Casas i Arxer             | 1.237 | 18,4 |
|                                | Altres                  | Altres                         | 1     | 0,0  |
| Vots en blanc                  | Vots en blanc           | Vots en blanc                  | 3     | 0,0  |
| Total                          | Total                   | Total                          | 6.729 | 100  |
| Cens/participació              | Cens/participació       | Cens/participació              | 9.654 | 69,7 |

| Eleccions generals del 19/05/1901 |                     |                                |       |      |
| Partit/Ideologia                  | Partit/Ideologia    | Candidat                       | Vots  | %    |
|                                   | Liberal canalejista | José Joaquín Herrero y Sánchez | 3.443 | 99,6 |
|                                   | Altres              | Altres                         | 15    | 0,4  |
| Total                             | Total               | Total                          | 3.458 | 100  |
| Cens/participació                 | Cens/participació   | Cens/participació              | 5.309 | 65,1 |

### Dècada de 1890
| Eleccions generals del 16/04/1899 |                   |                                |       |      |
| Partit/Ideologia                  | Partit/Ideologia  | Candidat                       | Vots  | %    |
|                                   | Liberal           | José Joaquín Herrero y Sánchez | 3.427 | 69,8 |
|                                   | Altres            | Altres                         | 1.486 | 30,2 |
| Total                             | Total             | Total                          | 4.913 | 100  |
| Cens/participació                 | Cens/participació | Cens/participació              | 9.854 | 49,9 |

| Eleccions generals del 27/03/1898 |                   |                                |       |      |
| Partit/Ideologia                  | Partit/Ideologia  | Candidat                       | Vots  | %    |
|                                   | Liberal           | José Joaquín Herrero y Sánchez | 4.360 | 75,6 |
|                                   | Altres            | Altres                         | 1.406 | 24,4 |
| Total                             | Total             | Total                          | 5.766 | 100  |
| Cens/participació                 | Cens/participació | Cens/participació              | 9.884 | 58,3 |

| Eleccions generals del 12/04/1896 |                          |                      |       |      |
| Partit/Ideologia                  | Partit/Ideologia         | Candidat             | Vots  | %    |
|                                   | Independent regionalista | Josep Pella i Forgas | 2.993 | 50,8 |
|                                   | Altres                   | Altres               | 2.893 | 49,2 |
| Total                             | Total                    | Total                | 5.886 | 100  |
| Cens/participació                 | Cens/participació        | Cens/participació    | 9.664 | 60,9 |

| Elecció parcial del 06/02/1895 |                  |                                |       |
| Partit/Ideologia               | Partit/Ideologia | Candidat                       | Vots  |
|                                | Liberal          | José Joaquín Herrero y Sánchez | 2.062 |

| Eleccions generals del 05/03/1893 |                   |                      |       |      |
| Partit/Ideologia                  | Partit/Ideologia  | Candidat             | Vots  | %    |
|                                   | Liberal           | Joan Fabra i Floreta | 2.146 | 40,0 |
|                                   | Altres            | Altres               | 3.220 | 60,0 |
| Total                             | Total             | Total                | 5.366 | 100  |
| Cens/participació                 | Cens/participació | Cens/participació    | 9.234 | 58,1 |

| Eleccions generals del 01/02/1891 |                  |                     |       |
| Partit/Ideologia                  | Partit/Ideologia | Candidat            | Vots  |
|                                   | Conservador      | Pere Bosch i Labrús | 2.281 |

### Dècada de 1880
| Elecció parcial del 24/11/1889 |                  |                                 |      |
| Partit/Ideologia               | Partit/Ideologia | Candidat                        | Vots |
|                                | Conservador      | Miguel de la Guardia y Corencia | 756  |

| Eleccions generals del 04/04/1886 |                   |                      |       |      |
| Partit/Ideologia                  | Partit/Ideologia  | Candidat             | Vots  | %    |
|                                   | Liberal           | Joan Fabra i Floreta | 709   | 90,5 |
|                                   | Altres            | Altres               | 74    | 9,5  |
| Total                             | Total             | Total                | 783   | 100  |
| Cens/participació                 | Cens/participació | Cens/participació    | 1.532 | 51,1 |

| Eleccions generals del 27/04/1884 |                  |                        |      |      |
| Partit/Ideologia                  | Partit/Ideologia | Candidat               | Vots | %    |
|                                   | Conservador      | Josep Maria Vehí i Ros | 733  | 83,6 |
|                                   | Altres           | Altres                 | 144  | 16,4 |
| Total                             | Total            | Total                  | 877  | 100  |

| Eleccions generals del 20/08/1881 |                   |                      |       |      |
| Partit/Ideologia                  | Partit/Ideologia  | Candidat             | Vots  | %    |
|                                   | Liberal           | Joan Fabra i Floreta | 607   | 56,4 |
|                                   | Altres            | Altres               | 470   | 43,6 |
| Total                             | Total             | Total                | 1.077 | 100  |
| Cens/participació                 | Cens/participació | Cens/participació    | 1.658 | 65,0 |

### Dècada de 1870
| Eleccions generals del 20/04/1879 |                   |                            |       |      |
| Partit/Ideologia                  | Partit/Ideologia  | Candidat                   | Vots  | %    |
|                                   | Conservador       | Pelagi de Camps i de Matas | 813   | 88,9 |
|                                   | Altres            | Altres                     | 102   | 11,1 |
| Total                             | Total             | Total                      | 915   | 100  |
| Cens/participació                 | Cens/participació | Cens/participació          | 5.809 | 15,8 |

| Eleccions generals del 20/01/1876 |                   |                            |       |      |
| Partit/Ideologia                  | Partit/Ideologia  | Candidat                   | Vots  | %    |
|                                   | Conservador       | Pelagi de Camps i de Matas | 2.244 | 63,7 |
|                                   | Altres            | Altres                     | 1.281 | 36,3 |
| Total                             | Total             | Total                      | 3.525 | 100  |
| Cens/participació                 | Cens/participació | Cens/participació          | 7.141 | 49,4 |

| Eleccions generals del 10/05/1873 |                                     |                         |       |      |
| Partit/Ideologia                  | Partit/Ideologia                    | Candidat                | Vots  | %    |
|                                   | Partit Republicà Democràtic Federal | Joaquim Riera i Bertran | 1.961 | 55,9 |
|                                   | Altres                              | Altres                  | 1.546 | 44,1 |
| Total                             | Total                               | Total                   | 3.507 | 100  |
| Cens/participació                 | Cens/participació                   | Cens/participació       | 5.935 | 59,1 |

| Eleccions generals del 24/08/1872 |                                     |                       |       |      |
| Partit/Ideologia                  | Partit/Ideologia                    | Candidat              | Vots  | %    |
|                                   | Partit Republicà Democràtic Federal | Anicet Puig i Descals | 1.096 | 59,1 |
|                                   | Altres                              | Altres                | 759   | 40,9 |
| Total                             | Total                               | Total                 | 1.855 | 100  |
| Cens/participació                 | Cens/participació                   | Cens/participació     | 5.664 | 32,8 |

| Eleccions generals del 03/04/1872 |                   |                        |       |      |
| Partit/Ideologia                  | Partit/Ideologia  | Candidat               | Vots  | %    |
|                                   | Liberal           | Práxedes Mateo Sagasta | 4.507 | 87,8 |
|                                   | Altres            | Altres                 | 625   | 12,2 |
| Total                             | Total             | Total                  | 5.132 | 100  |
| Cens/participació                 | Cens/participació | Cens/participació      | 8.200 | 62,6 |

| Eleccions generals del 08/03/1871 |                         |                         |       |      |
| Partit/Ideologia                  | Partit/Ideologia        | Candidat                | Vots  | %    |
|                                   | Comunió Tradicionalista | Emili Sicars i de Palau | 3.893 | 50,1 |
|                                   | Altres                  | Altres                  | 3.882 | 49,9 |
| Total                             | Total                   | Total                   | 7.775 | 100  |
| Cens/participació                 | Cens/participació       | Cens/participació       | 9.010 | 86,3 |